# Karl Fritzsch
Cet article possède un paronyme, voir Fritzsche.
Karl Fritzsch (10 juillet 1903 - 2 mai 1945) était un fonctionnaire de l'Allemagne nazie. Il était un Hauptsturmführer de la SS et fut actif à Auschwitz.

## Le gazage par le Zyklon B
En mai 1940, Fritzsch devint le premier Schutzhaftlagerführer de Rudolf Höss à Auschwitz et, l'année suivante, il prend l'initiative d'expérimenter le Zyklon B pour des assassinats de masse. Selon le témoignage de Höss :

« Pendant l’un de mes voyages d’affaires, mon suppléant le Schutzhaftlagerführer Fritzsch fit usage des gaz pour les tuer. Il employa en l’occurrence la préparation de cyanure (Zyklon B) qu’il avait sous la main parce qu’on l’utilisait constamment au bureau comme insecticide. Il m’en informa dès mon retour ; pour le convoi suivant, on utilisa de nouveau les mêmes gaz. »

## L'histoire du père Kolbe
Afin de décourager les évasions, Auschwitz avait une règle selon laquelle si un homme s'échappait, dix hommes seraient tués en représailles.  En juillet 1941, un homme s'est échappé. Le commandant Karl Fritsch a crié aux prisonniers "Vous allez tous payer pour cela. Dix d'entre vous seront enfermés dans le bunker de famine sans nourriture ni eau jusqu'à leur mort".  Les dix ont été sélectionnés, y compris Franciszek Gajowniczek, emprisonné pour avoir aidé la résistance polonaise. Il ne put pas retenir un cri d'angoisse.  Ma pauvre femme! Mes pauvres enfants ! Que vont-ils faire ?'  Quand il poussa ce cri de détresse, Le Père Maximilien Kolbe s'avança silencieusement devant le commandant et dit: «Je suis prêtre catholique. Laisse-moi prendre sa place. Je suis vieux. Il a une femme et des enfants." Le commandant Fritsch accepta le remplacement et le Père Kolbe mourut deux semaines plus tard après avoir soutenu et accompagné jusqu'à la mort ses 9 autres compagnons condamnés par la faim et par la soif. Le Père Kolbe, seul survivant au bout de ce délai, fut mis à mort par une injection de poison.